# Matthias Baumgartner
Matthias Baumgartner (* 20. Februar 1865 in Schretzheim; † 22. Juni 1933 in Breslau) war ein deutscher Philosoph.

## Leben
Das Studium der Philosophie und der Naturwissenschaften in München und Breslau schloss er 1892 mit der Promotion an der Universität München ab. Nach der Habilitation 1896 wurde er 1897 als Ordinarius an die Universität Freiburg berufen. 1901 erhielt er die ordentliche Professur für katholische Philosophie in der Philosophischen Fakultät der Universität Breslau, die er bis zu seiner Emeritierung 1924 innehatte. Er wurde in Schretzheim begraben.
Er war seit 1903 Ehrenmitglied der katholischen Studentenverbindung KDStV Winfridia Breslau im CV.

## Schriften (Auswahl)
- Beiträge zur Psychologie und Erkenntnislehre des Wilhelm von Auvergne. Münster 1892.
- Die Philosophie des Alanus de Insulis, im Zusammenhange mit den Anschauungen des 12. Jahrhunderts. Münster 1896.
- Grundriss der Metaphysik. Dillingen 1908, OCLC 251968716.
- Grundriss der Logik und Erkenntnistheorie. Breslau 1919, OCLC 179957988.